# 朱駿嵐
朱駿嵐（1999年1月8日—，遊戲暱稱：FoFo）是一名台灣的英雄聯盟电子竞技職業選手。擅长的游戏角色为赫威、阿兹尔、库奇、崔丝塔娜、杰斯、阿卡丽。

## 個人經歷
FoFo从2016年開始職業电子竞技選手生涯，並且在J Team擔任隊長、中路選手。FoFo的父親原本希望FoFo能夠成為律師，並且從小讓他學習珠算、努力栽培他。然而中學時期的FoFo卻因同學推薦下，接觸了《英雄聯盟》。由于耳聞在英雄联盟中提升積分非常困難，好勝心強的他開始挑戰爬積分，並在2015年達到了台服第一（當時遊戲暱稱：DOMOFOFO），某些電競隊伍因而注意到他找他去試打。其父為了更接近兒子，每天花五個小時玩英雄聯盟，最終在FoFo的遊說下，家人同意讓他去闖蕩，展開電競之路。

## 争议事件
2020年2月初，一名網友爆料自己曾和知名電競選手交往，並公開與對方交往時的對話紀錄，裡面的內容大多為男方因女方「不是第一次」而生氣指責。雖未直接公開這名選手的身分，但女方公開了一段錄音檔，音檔提到隊友對他說「我感覺你也沒辦法把他打爆」，引起該選手不滿而以髒話抱怨，網友根據音檔內容以及聲音，找出了事件的男主角就是剛轉會至LPL的FoFo。 

2021年2月24日，FoFo所在的隊伍Rare Atom（RA）交手ThunderTalk Gaming（TT）戰隊，本場比赛由RA以2比1贏得了勝利。但FoFo由于在比賽休息階段於賽場中直接抽起電子菸，違反了LPL的規定，被LPL官方根據規則予以罰款。

## 榮譽

### 職業賽事
- 2016 LMS 春季殿軍
- 2016 LMS 夏季亞軍
- 2017 LMS 春季季軍
- 2017 洲際對抗賽季軍
- 2017 LMS 夏季殿軍
- 2018 LMS 夏季季軍
- 2019 LMS 夏季冠軍
- 2023 LPL 春季季軍
- 2025 LCP 賽季開幕戰亞軍
- 2025 LCP 期中賽季軍

### 國家隊
- 2023年杭州亞運電子競技英雄聯盟項目亞軍

### 明星賽
- 獲選 2017 Riot 全明星賽 LMS全明星隊
- 獲邀 2018 LMS 全明星賽
- 獲邀 2019 LMS 全明星賽

## 個人記錄
2024年4月2日，在LPL季後賽WE對戰NIP第五局的比賽裡，WE中單FoFo選手使用赫威打出了61358的高額傷害，同時傷害轉化率來到了驚人的376.13%，刷新了LPL中單單場最高傷害轉化率的記錄。

## 相關連結
- FOFO Facebook專頁
- FOFO 直播台 （页面存档备份，存于）
- 個人臉書

## 資料來源
- LOL S9世界賽／JT FoFo：LMS的回憶會永遠留在我的人生裡 （页面存档备份，存于） 2019年10月21日
- 【2019世界賽】JT FoFo：從沒想過去其他賽區打比賽[] 2019年10月17日
- LOL S9世界賽／小V、FoFo開秀！小組賽JT擊敗LPL第一種子FPX （页面存档备份，存于） 2019年10月13日
- FoFo的蛻變
- 2016 LMS 夏季聯賽系列：FoFo
- （页面存档备份，存于）

1. ↑  . 杭州第19届亚运会.   [2023-10-02].[]
2. ↑  .   [2021-06-20]. （原始内容存档于2021-06-28）.